# Eurocities
EUROCITIES è un'organizzazione fondata nel 1986 dai sindaci di sei grandi città europee (Barcellona, Birmingham, Francoforte, Lione, Milano, Rotterdam) e comprende oggi oltre 200 città in 38 Paesi europei (membri con pieno diritto, associati e partner). Eurocities si occupa di portare all'attenzione dell'Unione europea le necessità delle città in ambito economico, politico, sociale e culturale.
Eurocities è una delle reti urbane più influenti dell'UE, pioniere ed esempio emblematico di come la diplomazia cittadina stia cercando influenza e importanza nel mondo consolidato delle relazioni internazionali.  In Europa, ciò è stato particolarmente possibile grazie all'attenzione dell'Unione europea sulla sussidiarietà che offre molteplici opportunità di impegnarsi e influenzare le iniziative e le politiche dell'UE, in particolare sullo sviluppo urbano e più recentemente il Green Deal europeo. Eurocities è talvolta considerato un gruppo di interesse più concentrato sul ristabilire il potere della città nei confronti dello stato-nazione, piuttosto che sul connettere i cittadini dell'UE attraverso le città e le frontiere.  Recentemente, le città europee hanno acquisito importanza mondiale per il loro impegno nell'affrontare il cambiamento climatico.

## Strategia e attività
Quadro strategico 2020-2030:
Il quadro strategico di Eurocities per il 2030 è incentrato su 6 obiettivi che, insieme, mirano a una migliore qualità della vita per tutti.
1. Le persone prendono parte a una società inclusiva
2. Le persone progrediscono in un'economia locale prospera
3. Le persone si muovono e vivono in un ambiente sano
4. Le persone creano spazi pubblici vivaci e aperti
5. Le amministrazioni cittadine affrontano le sfide globali
6. I governi delle città sono pronti per il futuro

Le attività di Eurocities includono :
- Advocacy: rappresentare la voce delle città a livello dell'UE, per realizzare il cambiamento sul campo
- Approfondimenti: monitoraggio e comunicazione alle città degli ultimi sviluppi dell'UE, delle opportunità di finanziamento e delle tendenze che le riguardano
- Condivisione delle migliori pratiche: facilitare lo scambio di conoscenze, esperienze e buone pratiche tra le città per aumentare le soluzioni urbane
- Formazione: sviluppare la capacità di affrontare le sfide urbane attuali e future

Eurocities coordina molteplici progetti in linea con le sue ambizioni strategiche, nel campo della mobilità sostenibile, transizione ambientale, inclusione sociale e innovazione digitale. Promuove l'apprendimento, lo scambio e la cooperazione tra le città, per sviluppare un futuro migliore, attraverso molti progetti finanziati dall'UE, con Eurocities come partner. I progetti includono il Patto dei sindaci, l'Agenda urbana per l'UE, la Settimana europea della mobilità e la Sharing Cities.
Il segretariato di Eurocities ha sede a Bruxelles, in Belgio. L'ufficio di Bruxelles svolge attività di politica, progetti, risorse umane, finanza, amministrazione e comunicazione.
La rete è guidata da 12 città elette e dai loro sindaci. Sei presidenti del Forum guidano il lavoro tematico nei settori della cultura, dello sviluppo economico, dell'ambiente, della società della conoscenza, della mobilità e degli affari sociali.

## Membri

### Membri con pieno diritto
- Albania Tirana;
- Armenia Erevan;
- Austria Vienna;
- Belgio Anversa, Bruxelles, Gand;
- Bosnia ed Erzegovina Banja Luka, Sarajevo;
- Bulgaria Burgas, Sofia, Varna;
- Cipro Nicosia;
- Danimarca Aarhus, Copenaghen;
- Estonia Tallinn;
- Finlandia Espoo, Helsinki, Oulu, Tampere, Turku, Vantaa;
- Francia Aix-Marseille-Provence Métropole, Angers Loire Métropole, Bordeaux, Grenoble Alpes Métropole, Lilla, Lione, Marsiglia, Nancy Grand, Nizza, Nantes Métropole, Parigi, Saint-Etienne Métropole, Communauté urbaine de Strasbourg, Tolosa, Rennes;
- Germania Amburgo, Berlino, Bochum, Bonn, Chemnitz, Colonia, Dortmund, Dresda, Düsseldorf, Essen, Francoforte, Hannover, Karlsruhe, Kiel, Lipsia, Mannheim, Monaco di Baviera, Münster, Norimberga, Stoccarda, Wiesbaden;
- Grecia Atene;
- Irlanda Dublino;
- Macedonia del Nord Skopje;
- Italia Bologna, Cagliari; Firenze, Genova, Milano, Napoli, Palermo, Reggio Calabria, Roma, Torino, Venezia, Taranto, Bari;
- Lettonia Riga;
- Lituania Klaipėda, Vilnius;
- Norvegia Bergen, Oslo;
- Paesi Bassi Amsterdam, Brabantstad, Eindhoven, Rotterdam, L'Aia, Utrecht;
- Polonia Białystok, Breslavia, Bydgoszcz, Danzica, Katowice, Łódź, Lublino, Poznań, Rzeszów, Varsavia;
- Portogallo Braga, Lisbona, Porto;
- Regno Unito Belfast, Birmingham, Brighton & Hove, Bristol, Edimburgo, Glasgow, Londra, Cardiff, Manchester, Newcastle, Sheffield, Sunderland;
- Rep. Ceca Brno, Plzeň, Praga;
- Romania Timișoara; Costanza, Cluj-Napoca
- Slovenia Lubiana;
- Spagna Barcellona, Bilbao, Gijón, Madrid, Malaga, Murcia, Siviglia, Terrassa, Saragozza, Valencia;
- Svezia Göteborg, Malmö, Stoccolma;
- Ungheria Budapest.

### Membri associati
- Bosnia ed Erzegovina Banja Luka, Sarajevo;
- Croazia Zagabria;
- Italia Arezzo, Cesena, Pesaro, Treviso;
- Macedonia del Nord Skopje;
- Serbia Novi Sad;
- Svizzera Ginevra, Zurigo;
- Turchia Bursa, Istanbul,
- Ucraina Kiev, Leopoli, Odessa, Kharkiv